# Rapskuchen

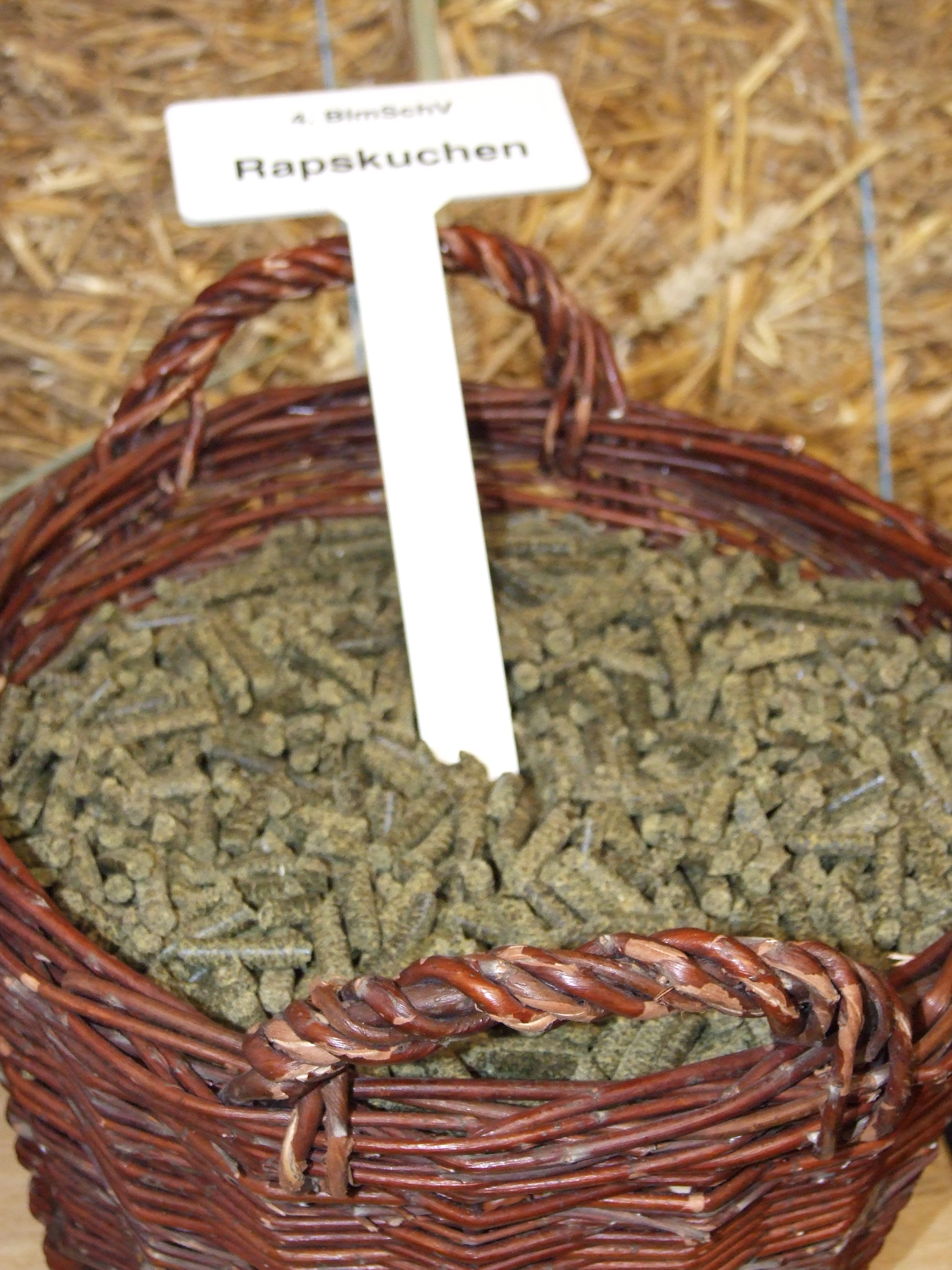
Rapskuchenpellets

Rapskuchen, auch Rapsexpeller genannt, ist der bei der Kaltpressung von Rapsöl als Nebenprodukt anfallende feste Pressrückstand. Je nach angewandter Presstechnik und Aufbereitung fällt Rapskuchen in Form von Pellets oder Flocken (Flakes) an. Die Ausbeute der Kaltpressung für Rapskuchen beträgt rund 70 Prozent. Derzeit wird Rapskuchen überwiegend als fett- und eiweißreiches Futtermittel genutzt.

## Abgrenzung
Presskuchen anderer Ölsaaten entstehen ebenso wie Rapskuchen, unterscheiden sich jedoch in Hinblick auf ihre Eigenschaften, Verwendungsmöglichkeiten und Marktbedeutung. Bei der Ölextraktion mit Hilfe von Lösungsmitteln – das in der Regel in industriellen Ölmühlen genutzte Verfahren – fällt als fettarmes und eiweißreiches Nebenprodukt Rapsextraktionsschrot (RES) an.

## Erzeugung
Die mechanische Kaltpressung von Rapssaat ohne Einsatz von Lösungsmitteln oder Erhitzung ist ein technologisch relativ einfaches Verfahren und wird in der Regel von kleineren, dezentralen Ölmühlen angewandt. Ein erheblicher Anteil des Öls verbleibt im Presskuchen als festem Pressrückstand.
Bei den heute üblichen Schneckenpressen tritt der Pressrückstand am Ende der Schnecke aus. Während bei Lochseiher-Schneckenpressen, die vor allem für kleinere Produktionsanlagen bis 75 kg Rapssaat pro Stunde ausgelegt sind, eine Pressdüse am Presskopf die zylindrische Form des Rapskuchens vorgibt, wird der Pressrückstand bei den größeren Seiherstab-Schneckenpressen (bis 3.000 kg/h) in Form kleiner Plättchen (Flocken oder Flakes) ausgetragen, sofern keine Pelletierungseinrichtung vorhanden ist.

## Inhaltsstoffe und Eigenschaften
Rapskuchen enthält rund 11 Prozent Fett, mit einer je nach Stärke der Pressung erheblichen Spannbreite von bis über 20 Prozent. Die Proteingehalte liegen bei 30 bis 36 Prozent, daneben liegen 7,8–13,7 Prozent als Rohfaser vor. Die Inhaltsstoffe, vor allem der Fettgehalt, schwanken deutlich je nach Verfahren (verwendete Technik, Temperatur, Auspressgrad etc.). Der untere Heizwert von Rapspresskuchen liegt bei ca. 22 MJ (weitere Heizwerte fester Brennstoffe), der Aschegehalt kann bis zu acht Prozent betragen und liegt damit relativ hoch.

## Verwendung

### Nutztierfütterung
Rapskuchen kommt vor allem in der Leistungsfütterung für Rinder, Schweine und Masthähnchen zum Einsatz. Ähnlich wie Rapsextraktionsschrot ist auch Rapskuchen ein eiweißreiches Futtermittel, allerdings bei wesentlich höherem Fettgehalt.
Den Einsatz als Leistungsfutter begrenzen vor allem die Gehalte an Glucosinolaten, die zu einer verminderten Futteraufnahme und ggf. zu gesundheitlichen Störungen führen können. Die Verbreitung der Glucosinolat-armen sogenannten 00-Rapssorten ermöglicht heute höhere Anteile an Rapskuchen in der Fütterung als noch vor wenigen Jahrzehnten. Da Wiederkäuer wie Rinder weniger empfindlich auf Glucosinolate im Futter reagieren als Monogastrier wie Schweine und Geflügel, geht der Großteil des Rapskuchens in die Rinderfütterung.
Für die menschliche Ernährung notwendige Omega-3-Fettsäuren im Rapskuchen erhöhen die Konzentration dieser Fettsäuren in Fleisch und Milch der damit ernährten Tiere. Tierische Produkte mit erhöhten Omega-3-Fettsäuren aufgrund der Verfütterung von Rapskuchen werden vereinzelt gezielt als gesundheitsfördernde Lebensmittel vermarktet.

### Alternative Verwendungen
Weitere Verwendungsmöglichkeiten sind Energiegewinnung aus Rapskuchen durch Vergären in Biogasanlagen oder durch Verbrennen. Rapskuchen kann auch als organisches Düngemittel verwendet werden sowie zu technischen Zwecken verarbeitet werden, z. B. zur Proteinextraktion, für Verpackungen oder für Dämmmaterial.

## Wirtschaft
Rund ein Viertel des Umsatzes einer Ölmühle wird durch den Verkaufserlös für Rapskuchen erwirtschaftet.
Die Produktionskapazität der rund 575 dem Technologie- und Förderzentrum (TFZ) bekannten dezentralen Ölmühlen in Deutschland schätzte das TFZ im März 2007 auf 700.000 Tonnen Rapskuchen. Die Produktion in Holland wird auf rund 40.000 Tonnen geschätzt. In Frankreich findet die Produktion kaltgepressten Rapsöls und damit auch die Rapskuchenerzeugung meist in Kleinstbetrieben statt, die wenige Kilogramm Rapssaat pro Stunde verarbeiten. Die Verarbeitungskapazitäten der Ölmühlen in Deutschland und damit der Ausstoß an Rapskuchen sind in den letzten Jahren stark angestiegen, im Gegensatz zum Hauptprodukt Rapsöl hat sich der Absatz von Rapskuchen positiv entwickelt.
Unter derzeitigen Marktbedingungen übersteigt der Marktpreis von Rapskuchen als Futtermittel deutlich die bei allen anderen mengenrelevanten Verwendungswegen erzielbaren Preise. Daher wird Rapskuchen heute fast ausschließlich in der Viehfütterung eingesetzt.